# Hospital Universitari Son Espases
L'Hospital Universitari de Son Espases és un dels dos hospitals públics de la ciutat de Palma. L'Hospital de Son Espases substitueix l'Hospital de Son Dureta, que durant un període de més de cinquanta anys va ser l'hospital de referència a Mallorca.
Està situat entre la carretera de Valldemossa i el camí dels Reis, als afores de Palma, entre la denominada finca de Son Espases, entri el Secar de la Real, Son Serra Perera, el polígon de Son Castelló i el nucli de Son Sardina. Està ben comunicat amb Palma amb una línia d'autobús.

## Història
L'Hospital Universitari de Son Espases substitueix l'Hospital Universitari de Son Dureta, que durant més de cinquanta anys havia set l'hospital públic de referència per als ciutadans de les Illes Balears, un centre on s'han format gran part dels professionals sanitaris de Balears, i un nucli de recerca i innovació a escala estatal. Abans de començar la construcció hi caldre una intervenció arqueològica, que va revelar un campament romà que fou traslladat uns metres més amunt, vora les cases de Son Espases; el jaciment és conegut amb el nom de jaciment de Son Espases.
El projecte del nou hospital és la infraestructura més destacada que fins aquell moment havia abordat el Govern de les Illes Balears amb un cost d'obra i instal·lacions d'uns 235 milions d'euros i una inversió en alta tecnologia de 85 milions d'euros.
L'Hospital Universitari de Son Espases ocupa una superfície edificada total de més de 172.000 metres quadrats –aproximadament dues vegades i mitja més que Son Dureta–, té capacitat per 1.020 llits d'hospitalització, 26 sales d'operacions, 107 boxes de vigilància intensiva, 40 boxes per a atenció d'urgències i 230 espais per a consultes.
L'empresa constructora va lliurar l'edifici al Govern de les Illes Balears el dia 10 d'octubre del 2010. El trasllat. va començar a mitjan novembre i va finalitzar amb el trasllat dels darrers pacients el dia 22 de desembre de 2010.
Atén a una població de 330.000 habitants del sector ponent de Palma i dels municipis de Esporles, Banyalbufar, Estellencs, Valldemossa, Andratx, Calvià, Fornalutx i Deià. És a més l'hospital de referència que ofereix atenció d'alta especialització per a tota la població de Balears.
L'Hospital manten un model de gestió amb un sistema de col·laboració públic-privat per mitjà del qual tots els serveis no assistencials son gestionats per l'empresa Concesionaria Hospital Universitari Son Espases i els serveis assistencials per la Gerència de l'Hospital. D'ençà de l'obertura han estat directors gerents: Luís Carretero (2010-2011), Juan Sanz, (2011-2012), Victor Ribot (2012-2015), Mª Dolores Acón (2015-2017), Josep M. Pomar (2017-2023) i Cristina Granados (2023- )
Està acreditat per a la docència de MIR, BIR, QIR, FIR, PIR i RFIR.
 En l'actualitat compta amb 35 especialitats acreditades amb cartera en expansió de cara als pròxims anys. El 2011 tenia 261 residents dels quals 36 eren residents de l'especialitat de Medicina Familiar i Comunitària que rotan per aquest hospital.

## Comissió sobre Son Espases
El ple del Parlament de les Illes Balears va aprovar l'octubre de 2014 la creació d'una comissió de recerca sobre la construcció de l'Hospital Universitari Son Espases per analitzar tant a l'etapa del govern del PP entre els anys 2003-2007 com al període del Pacte de Progrés del període 2007-2011. La Càmera ha debatut i votat dues iniciatives per a la creació de sengles comissions de recerca sobre Son Espases, una presentada pel PP i una altra pel PSIB, però finalment només ha estat aprovada la del PP, amb els seus vots i els de MÉS per Mallorca.